# Love Shack
Love Shack è un singolo del gruppo musicale statunitense The B-52's, pubblicato nel settembre 1989 come estratto dall'album in studio Cosmic Thing.
Il brano diventò la più grande hit del gruppo nonché il loro a vendere un milione di copie. Arrivò alla terza posizione della Billboard Top 40 charts, e alla seconda della Official Singles Chart britannica. Fu per otto settimane al primo posto della classifica australiana e della Alternative Airplay stilata da Billboard.
Love Shack guadagnò numerosissime onorificenze: nel 2001 è stata scelta per essere inserita nel gruppo delle 365 "canzoni del millennio", mentre nel 2006 fu inserita al quarantesimo posto della classifica dei più bei brani degli anni ottanta stilata da VH1.

## Descrizione
La canzone segna una sorta di ritorno alla popolarità del gruppo, caduto in un inesorabile declino nei primi anni ottanta, causato dalla morte del chitarrista Ricky Wilson, avvenuta nel 1985.
Prodotto da Don Was, il pezzo fu ispirato da una capanna con il tetto di latta dove la band aveva concepito Rock Lobster, un singolo dal loro primo album, situata nei pressi dell'"Atlanta Highway" (come confermato dal primo verso della canzone). Inoltre, essa servì come rifugio alla cantante dei B-52's Kate Pierson che ci visse nei primi anni settanta; il manufatto resistette fino al 2004, anno in cui bruciò.. Il testo è ricco di frasi strane e divertenti, divenute memorabili: una è l'urlo di Cindy Wilson "Tin roof...rusted" ("Tetto di latta...arrugginito"), riferito alla capanna; un'altra è invece pronunciata da Fred Schneider che si vanta di avere una Chrysler "grande come una balena" di "circa venti posti".

## Promozione
Il singolo conteneva vari brani a seconda dello Stato in cui veniva pubblicato: negli Stati Uniti aveva come B-side Roam, mentre in altri paesi presentava come lato B o Channel Z o una versione live di Rock Lobster . Nel 1998 e nel 1999 Love Shack fu rilanciato insieme a molti remix, tra cui uno di DJ Tonka, ma questa volta il pezzo non riuscì a entrare in nessuna classifica.

## Video musicale
Il video mostra la band recarsi in macchina verso la "Shaque D'Amour" (nome che deriva dalla traduzione di "Love Shack" in francese), una casa in mezzo al bosco in cui si fanno feste, dove devono tenere una sorta di piccolo concerto a cui partecipa moltissima gente, che spinta dal ritmo incomincia a ballare. Tra gli altri, si riconosce anche la famosa drag queen RuPaul.
Il video ricevette il premio "Best Group Video" da MTV; la rivista britannica Rolling Stone, nominandola come il miglior singolo del 1989, la collocò nel 2004 alla posizione 243 della lista delle 500 migliori canzoni di tutti i tempi.

## Tracce
7" (Regno Unito)
1. Love Shack (Single Version) — 4:20
2. Love Shack (LP Version) — 5:21

CD, 12" (Stati Uniti)
1. Love Shack (12" Remix) — 8:00
2. Love Shack (Remix/Edit) — 4:07
3. Channel Z (12" Rock Mix) — 6:24
4. Love Shack (12" Mix) — 6:10
5. Love Shack (A Capella) — 3:56
6. Love Shack (Big Radio Mix) — 5:31

## Classifiche

### Classifiche settimanali

#### Versione originale
| Classifica (1989-1990)            | Posizione massima |
| --------------------------------- | ----------------- |
| Australia                         | 1                 |
| Belgio (Fiandre)                  | 12                |
| Belgio (Fiandre) (radio)          | 9                 |
| Canada                            | 5                 |
| Canada (dance)                    | 8                 |
| Canada (retail)                   | 3                 |
| Francia                           | 42                |
| Irlanda                           | 1                 |
| Nuova Zelanda                     | 1                 |
| Paesi Bassi                       | 15                |
| Regno Unito)                      | 2                 |
| Stati Uniti                       | 3                 |
| Stati Uniti (alternative)         | 1                 |
| Stati Uniti (dance club)          | 7                 |
| Stati Uniti (dance singles sales) | 11                |

#### Love Shack '99
| Classifica (1999) | Posizione massima |
| ----------------- | ----------------- |
| Regno Unito       | 66                |

### Classifiche di fine anno
| Classifica (1989) | Posizione |
| ----------------- | --------- |
| Stati Uniti       | 47        |
| Classifica (1990) | Posizione |
| Stati Uniti       | 78        |

## Cover
- Gli Alvin and the Chipmunks e The Chipettes hanno fatto una cover del brano per l'album Club Chipmunk: The Dance Mixes.
- Nel 1999 i B-52's registrarono una parodia di Love Shack chiamata Glove Slap per un episodio dei Simpsons.
- Nel 2012 la canzone fu cantata da Blaine Anderson (Darren Criss), Kurt Hummel (Chris Colfer), e Mercedes Jones (Amber Riley) nell'episodio Cuore della serie televisiva Glee.